# Ulrich Campell
Ulrich Campell (rätoromanisch Durich Chiampell; * um 1510 in Susch im Engadin; † um 1582 in Tschlin) war Reformator, Chronist und rätoromanischer Liederdichter. Er gilt als Begründer der rätischen Geschichtsschreibung und der rätoromanischen Schriftsprache des Vallader, des unterengadinischen Idioms, die er mit seinen übersetzten Psalmen, die 1562 erstmals erschienen sind, erschaffen hat.

## Leben
Ulrich Campell war Sohn des Engadiner Bauern und Kriegsmannes Chaspar Campell, der sich relativ früh den Ideen der Reformation angeschlossen hatte. Ulrich Campell bekam seine altsprachliche (Latein, Griechisch) und theologische Ausbildung bei seinem Schwager Philipp Gallicius, dem ersten Reformator des Engadins.
Campell heiratete und folgte Gallicius 1536 nach Malans, als dieser dort Pfarrer wurde. Am 10. Mai 1537 brachte seine Frau Seraina im heimatlichen Susch eine Tochter zur Welt. Da das Kind schwächlich und sein Überleben fraglich war, wurde es kurzerhand von seinem Grossvater getauft, da dieser nichts von den katholischen Priestern hielt. Diese Taufe bildet der Hintergrund für die erste der Suscher Disputationen von Susch, die vom 29. Dezember 1537 bis 4. Januar 1538 stattfand. Campell nahm als Zuhörer daran teil und zeichnete ihren Verlauf auf.
Wo er sich in den folgenden Jahren bis 1548 aufhielt, ist nicht bekannt. Möglicherweise setzte er seine Studien fort, vielleicht war er bereits als reformierter Pfarrer tätig. Zwischen 1548 und 1550 war er Pfarrer in Klosters im Prättigau, wo er ein jährliches Gehalt von 70 Gulden erhielt. 1550 kehrte er nach Susch zurück, setzte sich in den Dörfern des Engadins für die Reformation ein und verhalf ihr nach langwierigen Auseinandersetzungen zum Durchbruch. 1554 wirkte er als Prediger in Zuoz, nach 1556 bis 1570 war er wieder in Susch als Pfarrer tätig. Am 28. August 1566 kommt seine Frau Seraina bei einem Hochwasser in Susch ums Leben. 1570 wurde er an die Regulakirche nach Chur berufen, wo er jedoch nur vier Jahre tätig war. Er wurde in Streitigkeiten um seinen Vorgänger Johannes Gantner verwickelt, der sich für einen Anhänger der Täuferbewegung, den Buchhändler Georg Frell, eingesetzt hatte und entlassen worden war.
Das Predigen in deutscher Sprache bereitete dem romanisch aufgewachsenen Campell Schwierigkeiten. Von dieser Zeit berichten die Briefe, die er an Heinrich Bullinger in Zürich schrieb. 1574 wurde er in Chur entlassen und übernahm die Pfarrstelle der abgelegenen Gemeinde Tschlin im Unterengadin, wo er seine lateinischen Werke zu Ende führte, und wo er vermutlich 1582 verstarb.

## Werke

### Biblische Dramen
Campell verfasste mehrere, im Engadiner Idiom Ladinisch geschriebene Dramen über biblische Gestalten. Es waren die ersten geistlichen Schauspiele auf Rätoromanisch, die im Unterengadin gespielt wurden: Giuditta e Holofern (Deutsch: Judith und Holophernes), gilt als erstes Drama rätoromanischer Sprache, das reformatorisches Gedankengut enthält. Es wurde 1554 in Susch aufgeführt; die weiblichen Rollen wurden von Frauen und Mädchen dargestellt.
Das geistliche Spiel Josef, filg d’Israel (Deutsch: Joseph, Sohn Israels) war eine Übersetzung eines Dramas von Jakob Ruf, das 1564 ebenfalls in Susch aufgeführt wurde.

### Psalmbuch von 1562
1562 erschien Campells Cudesch da Psalms. Es ist das erste Gesangbuch in rätoromanischer Sprache überhaupt. Mit dem Cudesch da Psalms begründete Chiampel eine literarische und – trotz fehlender Noten – auch eine musikalische Tradition.

### Weitere theologische Schriften
In zwei weiteren Büchern wandte sich Campell gegen italienische Prediger aus den Bündner Südtälern, mit deren Ansichten er nicht einverstanden war. Im einen Buch schrieb er über die Vorsehung, im anderen über die Prädestination. Das erste Buch wurde in der Bündner Synode und von Zürcher Theologen zustimmend zur Kenntnis genommen. Beim zweiten Werk waren die Zürcher jedoch der Meinung, dass es besser wäre, die Angelegenheit ruhen zu lassen und die Schrift wurde nicht gedruckt.

### Topographische Beschreibung des alpinen Rätiens 1573
Von besonderer Wichtigkeit waren für Campells wissenschaftliche Werke die Arbeiten des Zürcher Theologen und Historiographen Josias Simler. Dieser sammelte Material für die Geschichte der Eidgenossenschaft und Campell über seine rätische Heimat.
Zuerst verfasste Campell die umfangreiche Raetiae alpestris topographica descriptio (Topographische Beschreibung des alpinen Rätiens), zu der Simler mehrere Verbesserungsvorschläge machte. Er und noch Ludwig Lavater hatten kein Verständnis für Chiampells kaleidoskopartige Organisation des Stoffes mit andauerndem Wechsel von Detaillierungsgrad, Stilhöhe und Perspektive der Darstellung. Es war aber nicht Simler, sondern Chiampell, der literarisch rezipiert wurde.  Nach dem Tod Simlers im Jahre 1576 scheiterte dessen Vorhaben einer eidgenössischen Geschichtsschreibung; erschienen war nur der Band über das Wallis. Auch ohne Simlers Unterstützung setzte Campell seine Arbeit über die rätische Geschichte (Historia totius Raetica / Geschichte ganz Rätiens) vom Altertum bis zu seiner eigenen Zeit fort.
Überliefert ist die «Topographie» inkl. ihrer Anhänge durch die beiden Haupthandschriften von Maienfeld (aus Chiampells eigener Hand) und derjenigen von Zizers. Die Maienfelder Handschrift stellt in ihrer heutigen Form das Arbeitsexemplar dar, an dem Chiampell bis zu seinem Tod gearbeitet hat. Dieser fortwährenden Weiterarbeit verdanken sich nichtpaginierte Einlageblätter mit Umarbeitungen bereits ausformulierter Passagen. Für die Abschrift von Zizers war noch mindestens ein Variantenblatt mehr verfügbar, wie der doppelte Schluss von Kapitel 3 beweist.
Während Campells Arbeit über die ältere Zeit zum grossen Teil aus Legenden und ungesicherten Überlieferungen besteht, gilt seine Darstellung des 16. Jahrhunderts bis heute als eine der wichtigsten Quellen zur Geschichte Graubündens. Sie beruht zum grössten Teil auf Aussagen von Zeitgenossen und auf eigenen Erfahrungen des Verfassers. Ausführlich stellt er dabei die politischen und kirchenpolitischen Händel dieser Zeit dar. Trotz aller ausschweifenden und dogmatischen Ausführungen beruft sich die Forschung bis heute auf Campells Darstellung. Auch Burgenforscher beziehen sich oft auf Campell, da dieser zahlreiche mittelalterliche Burgstellen besuchte und beschrieb. Gedruckt wurde Campells Arbeit erst im 19. Jahrhundert.
Die neuere Forschung richtet ihr Augenmerk vermehrt auf zwei bisher vernachlässigte Aspekte in Campells Werken: Zum einen beeinflusst eine theonome Weltsicht mit dem Rückgriff auf den Faktor «göttliche Vorsehung» sowohl die Darstellung von Landschaft als auch die Schilderung historischer Ereignisse. Zum andern ist Campells Arbeitsweise dem humanistischen Bildungsideal mit seiner zeittypischen Dominanz der Rhetorik verpflichtet, die auf anderes als eine objektive Darstellung im modernen Sinn abzielt. Landschaft wird dabei als Zeichengarten Gottes begriffen, d. h. auffällige Formationen werden zu semantischen Zeichen. Chiampells Verständnis geschichtlicher Prozesse andererseits erschliesst sich aus seinen beiden Traktaten über die Vorsehung und die Vorherbestimmung. Für Chiampell ist kontingentes menschliches Handeln ein Ding der Unmöglichkeit, weshalb er politische und sozio-ökonomische Ursachen in scholastischer Tradition zu Zweitursachen degradiert, unterstellt der Erstursache Gott. Geschichtswirksam ist laut ihm einzig Gott, und alle Geschichte damit durch das Wirken von Providenz und Prädestination bestimmt – entweder direkt oder indirekt über den Teufel, dessen Eingriffe in den göttlichen Heilsplan letztlich immer zu dem von der Vorsehung vorausbestimmten Ziel gelenkt werden. Chiampells Lösung der damit verbundenen vertrackten Probleme um Willensfreiheit und Theodizee überzeugte die Bündner Synode von 1577 nur zum Teil. Auch manches, was als volkstümliche Überlieferung daherkommt, muss in diesem theologischen Kontext gesehen werden. Dabei entpuppen sich sog. Burgsagen nicht selten als junge, eigens als exempla ex negativo konzipierte Narrative und erfüllen von daher eine den altrömischen Vorbildern vergleichbare Funktion.
Die Originalhandschrift wird im Archiv von Sprecher, Maienfeld, aufbewahrt. Sie umfasst 650 dicht beschriebene und vom Autor mehrfach überarbeitete Seiten. Der lateinische Text blieb seinerzeit ungedruckt. 2021 wird er nun erstmals ungekürzt nach dem Original ediert und integral in deutscher Übersetzung vorgelegt. Textedition und Übersetzung werden ergänzt durch Erläuterungen zu den erwähnten Orten und Personen sowie zu wichtigen Sachverhalten und Zusammenhängen.

## Texteditionen und Kommentare
- Durich Chiampell, Raetiae alpestris topographica descriptio. Hg. von C. I. Kind. Basel 1884 (= Quellen zur Schweizer Geschichte. 7) (= British Library, Historical Print Editions, 2011), basierend auf der Zizerser Handschrift (Chur Staatsarchiv, A Sp III/11a V. B. 1.a) (Digitalisat)
- Abweichungen vom Maienfelder Autograph (Archiv und Bibliothek von Sprecher, Maienfeld) verzeichnet bei Traugott Schiess: Nachträge zu Campell. In: Anzeiger für Schweizerische Geschichte. 8/3 (1901), S. 175–183 (Digitalisat)
- Traugott Schiess: Dritter und vierter Anhang zu Ulrich Campells Topographie von Graubünden. Chur 1900 (= Beilage zum Jahresbericht der Naturforschenden Gesellschaft Graubündens. Neue Folge, Bde. 42. (Digitalisat), 43. (Digitalisat), 44. (Digitalisat))
- Durich Chiampell, Historia Raetica. Hg. von Plac. Plattner. Basel 1887–1890. (= Quellen zur Schweizer Geschichte. 8–9) (Digitalisat)
- Conradin v. Mohr, Ulrich Campell’s zwei Bücher rätischer Geschichte. Chur 1851. (Digitalisat)